# Fonguera

Fonguera, respecte del terme d'Abella de la Conca

Fonguera és una extensa partida rural del terme municipal d'Abella de la Conca, a la comarca del Pallars Jussà.
Està situada a llevant de la vila d'Abella de la Conca, i forma una vall per la qual discorre el barranc de Fonguera que està emmarcada al nord per la Serra de Carrànima i al sud per una carena denominada la Sadella en la seva part més oriental. De Fonguera formen part la Solana de Fonguera, vessant meridional de la Serra de Carrànima, i l'Obaga de Fonguera, vessant septentrional de la Sadella. En el centre de Fonguera es troba el territori on la Canal de Fontanet s'aboca en el barranc de Fonguera, amb lo Botant a la seva part superior.
El seu límit septentrional, el formen les partides de la Solana de Fonguera i de Fontanet, l'oriental, la de la Solana de Fonguera, Faidella i l'Obaga de Fonguera, que també forma una part del límit meridional, i l'occidental, la del Solà de Fonguera.
Comprèn les parcel·les 41, 117 a 121, 123 a 124, 126, 127, 181 a 199, 212, 214, 224 a 226 i 232 a 233 del polígon 2 d'Abella de la Conca; consta de 244,6420 hectàrees amb predomini de pinedes, pastures, zones de matolls i de bosquina, però amb alguns conreus de secà.

## Etimologia
Segons Joan Coromines "Fonguera" és un topònim procedent del llatí fungus, bolet. És, per tant, l'obaga del lloc de bolets.